# Placebo (álbum)
Placebo es el álbum debut del grupo británico de rock alternativo Placebo, lanzado el 17 de junio de 1996 por el sello discográfico Virgin, es el único grabado con el baterista Robert Schultzberg antes de su salida del grupo.
Caracterizado por tonos oscuros y letras ambiguas, fue un éxito comercial en el Reino Unido, alcanzando el número 5 en la lista de álbumes del Reino Unido, donde vendieron más de 300,000 copias y cerca de 1 millón en todo el mundo. Incluyó cinco sencillos, entre ellos «Nancy Boy » y «36 Degrees». Fue remasterizado y reeditado en 2006 para su décimo aniversario, incluyendo demos y un DVD con actuaciones en directo y vídeos musicales.

## Lista de canciones
1. «Come Home» – 5:09
2. «Teenage Angst» – 2:42
3. «Bionic» – 5:00
4. «36 Degrees» – 3:05
5. «Hang On to Your IQ» – 5:13
6. «Nancy Boy» – 3:48
7. «I Know» – 4:44
8. «Bruise Pristine» – 3:35
9. «Lady of the Flowers» – 4:47
10. «Swallow» – 4:54
  - Contiene la pista oculta «HK Farewell» a partir del minuto 14:52

- Datos: Q901155